# Joseph Einhorn
Joseph Einhorn es un empresario estadounidense, conocido por ser el fundador y director general de la empresa Fancy, una red social de comercio electrónico. En febrero de 2015, la empresa recaudó una ronda de financiación estratégica de serie D de 20 millones de dólares que fue liderada por el mexicano Carlos Slim Domit y el holding CCC.
En julio de 2019, Einhorn abrió una tienda de cómics llamada Loot.

## Biografía
Einhorn nació en Nueva York. Se involucró en el mundo de las startups a los 16 años, cuando se convirtió en el primer empleado de Capital IQ, un servicio de información corporativa. En 2004 cofundó y fue director de tecnología de Inform Technologies, LLC, que conectaba contenidos relacionados con medios de comunicación e información en línea. En 2009 fundó la red social de comercio electrónico Fancy.
Es aficionado de la música rap -especialmente del artista Drake- y ha manifestado que el blog de Kanye West influyó en el sitio web de Fancy. También ha sido un usuario personal y partidario de Google Glass.

### Loot
Einhorn es el propietario de la tienda de cómics Loot en Brooklyn, creada en julio de 2019. Planea organizar talleres para enseñar a los niños a escribir y dibujar sus propios cómics con el fin de promover la creatividad y las alternativas a los videojuegos en Loot. El empresario atribuye su motivación para promover la creatividad en los niños a una feria de ciencias de la escuela secundaria, durante la cual ganó la oportunidad de hacer un holograma que ha mantenido hasta el día de hoy. La empresa figuró en el programa Today Show en enero de 2020.
El nombre de la tienda proviene de la idea de que los niños pueden ganar "botín" por comprar, pedir prestado o vender sus propios cómics. La inspiración de Einhorn para la tienda procede de su propio interés por los cómics cuando era niño y de la mecánica del botín en el videojuego Fortnite.
La colección de cómics de la tienda comenzó como el alijo personal de Einhorn y ha crecido con donaciones y con patrocinios adicionales de Warby Parker y Louis Leterrier. La mayor parte de la colección de la tienda consiste en cómics de superhéroes.

### Fancy
Einhorn fundó Fancy en 2009. Ha descrito su empresa como un servicio que "combina las mejores características de Pinterest con la experiencia tradicional de Amazon", creando una plataforma de comercio electrónico centrada en la imagen en la que los usuarios marcan las tendencias. En una entrevista de 2012 con Hypebeast, Einhorn afirmó que Fancy busca convertirse en "el nuevo Amazon.com" creando una red social de comercio electrónico en la que los usuarios pueden interactuar entre sí para explorar, descubrir y comprar artículos.
Fancy se diferencia de sitios como Pinterest en que ofrece a los comerciantes la posibilidad de vender artículos directamente a los consumidores. Para vender en Fancy, el comerciante tiene que "reclamar" un artículo que los usuarios ya hayan publicado. La plataforma cobra una comisión por cada venta.
La red social ha atraído a numerosos patrocinadores, como American Express, Francois-Henri Pinault, Len Blavatnik, Will Smith, Jack Dorsey de Twitter y Chris Hughes de Facebook. Entre los usuarios más destacados se encuentran Mark Zuckerberg y Kanye West, quien ha apoyado abiertamente el sitio.
En septiembre de 2013, Einhorn consiguió una ronda de inversión de 7 millones de dólares para Fancy de, entre otros, Richard C. Perry, propietario de Barneys New York, y su hijo David Perry. En febrero de 2015 consiguió una ronda de financiación estratégica de serie D de 20 millones de dólares que fue liderada por el mexicano Carlos Slim Domit y el holding CCC. El empresario señaló que utilizaría la financiación para "seguir construyendo su plataforma tecnológica y ejecutar nuevas asociaciones estratégicas clave".

## Reconocimientos
- Crain's New York Business incluyó a Einhorn en la lista de los 40 empresarios menores de 40 años más exitosos de 2014.[17]
- Business of Fashion lo incluyó en su lista de 500 personas que están dando forma a la industria mundial de la moda.[18]
- Business Insider situó a Einhorn en el puesto 32 de su lista de las 100 personas más interesantes del mundo de la tecnología de Nueva York.[19]